# República Federal Socialista de Iugoslàvia
La República Federal Socialista de Iugoslàvia (RFSI) va ser un Estat socialista europeu que va existir entre els anys 1943 i 1992, substituint en la seva creació a la República Federal Popular de Iugoslàvia. Estava formada per Sèrbia, Eslovènia, Bòsnia i Hercegovina, Croàcia, Macedònia i Montenegro. Va ser governada fins a l'any 1980 per Josip Broz Tito, el qual va mantenir un distanciament amb els països del Bloc de l'Est i va criticar les intervencions soviètiques a Hongria, Txecoslovàquia i Afganistan.

## Història
La Iugoslàvia Democràtica Federativa va ser reconstituïda en el Consell Antifeixista d'Alliberament Nacional de Iugoslàvia (AVNOJ) reunit a Jajce entre el 29 de novembre i el 4 de desembre de 1943, mentre que les negociacions amb el govern a l'exili van continuar. El 29 de novembre del mateix any es va constituir com un estat socialista, també per l'AVNOJ a Jajce. L'any 1945 es va establir la República Democràtica Federal de Iugoslàvia (RDFI). El 31 de gener, 1946, la nova constitució va establir les 6 repúbliques constituents i el nom de l'Estat com a República Federal Popular de Iugoslàvia (RFPI). L'any 1963 adoptà el nom definitiu de República Federal Socialista de Iugoslàvia (RFSI). El primer president va ser Ivan Ribar mentre que el Primer Ministre va ser Josip Broz Tito. L'any 1953, Tito va ser elegit com a president i posteriorment l'any 1963 va ser nomenat "President vitalici".
Iugoslàvia, a diferència d'altres països comunistes d'Europa, va triar una via independent de la Unió Soviètica, i no va ser un membre del Pacte de Varsòvia ni de l'OTAN, però a més va ser un dels creadors del Moviment de Països No Alineats l'any 1956. El més significatiu canvis en els límits de la RFSI va ocórrer l'any 1954, quan el Territori lliure de Trieste va ser dissolt pel Tractat de Trieste. La Zona B iugoslava, la qual cobria 515.5 km², va ser immediatament ocupada per l'Exèrcit Federal Iugoslau.
Després de la mort de Tito l'any 1980, i enmig d'una crisi econòmica molt important, les tensions entre les diferents nacionalitats del país van créixer, de la mateixa manera que les potències europees repensaven la importància estratègica de la zona. Així les coses i després de l'establiment del multipartidisme i l'adveniment dels partits nacionalistes al poder, dues de les seves repúbliques constituents: Eslovènia i Croàcia declaren la seva independència, a les quals seguirien Macedònia i Bòsnia i Hercegovina. Això desembocà en la Guerra dels Balcans i la posterior dissolució de la República.
La República Federal Socialista de Iugoslàvia va ser reemplaçada per la nova República Federal de Iugoslàvia integrada ja només per Sèrbia i Montenegro, que va ser dissolta el 2003, quan es va crear la nova estructura confederal estatal de Sèrbia i Montenegro, també desintegrada el 5 de juny del 2006 amb la independència de Montenegro respecte a Sèrbia.

## Economia
Econòmicament el país va ser organitzat sota les directrius del socialisme de mercat. Existia la possibilitat de crear empreses de fins a cinc treballadors que es podien dedicar a certes activitats econòmiques. La resta d'empreses eren públiques, i estaven controlades pels mateixos treballadors de cada empresa, qui decidien com organitzar-se i invertir, entre qui es repartien els beneficis i pèrdues. Els productes de les empreses eren posteriorment venuts en el mercat privat, la qual cosa va dur a vegades a la competició entre empreses.

## Organització políticoadministrativa
Internament, l'Estat va ser dividit en 6 repúbliques socialistes. Una d'aquestes repúbliques alhora comprenia 2 províncies socialistes autònomes. La capital federal era Belgrad.
| Nom | Capital                        | Bandera                                      | Escut                                        | RS d'Eslovènia RS de Croàcia RS de · Bòsnia i Hercegovina RS de · Montenegro RS de Macedònia RS de Sèrbia PSA · de Voivodina PSA · de Kosovo |
| --- | ------------------------------ | -------------------------------------------- | -------------------------------------------- | --- |
| República Socialista d'Eslovènia | Ljubljana                      | República Socialista de Eslovènia            | República Socialista de Eslovènia            | RS d'Eslovènia RS de Croàcia RS de · Bòsnia i Hercegovina RS de · Montenegro RS de Macedònia RS de Sèrbia PSA · de Voivodina PSA · de Kosovo |
| República Socialista de Croàcia | Zagreb                         | República Socialista de Croàcia              | República Socialista de Croàcia              | RS d'Eslovènia RS de Croàcia RS de · Bòsnia i Hercegovina RS de · Montenegro RS de Macedònia RS de Sèrbia PSA · de Voivodina PSA · de Kosovo |
| República Socialista de Bòsnia i Hercegovina                                                                                                | Sarajevo                       | República Socialista de Bòsnia i Hercegovina | República Socialista de Bòsnia i Hercegovina | RS d'Eslovènia RS de Croàcia RS de · Bòsnia i Hercegovina RS de · Montenegro RS de Macedònia RS de Sèrbia PSA · de Voivodina PSA · de Kosovo |
| República Socialista de Montenegro | Titograd, actualment Podgorica | República Socialista de Montenegro           | República Socialista de Montenegro           | RS d'Eslovènia RS de Croàcia RS de · Bòsnia i Hercegovina RS de · Montenegro RS de Macedònia RS de Sèrbia PSA · de Voivodina PSA · de Kosovo |
| República Socialista de Sèrbia, la qual també comprenia: Província Socialista Autònoma de Kosovo Província Socialista Autònoma de Voivodina | Belgrad Pristina Novi Sad      | República Socialista de Sèrbia               | República Socialista de Sèrbia               | RS d'Eslovènia RS de Croàcia RS de · Bòsnia i Hercegovina RS de · Montenegro RS de Macedònia RS de Sèrbia PSA · de Voivodina PSA · de Kosovo |
| República Socialista de Macedònia | Skopje                         | República Socialista de Macedònia            | República Socialista de Macedònia            | RS d'Eslovènia RS de Croàcia RS de · Bòsnia i Hercegovina RS de · Montenegro RS de Macedònia RS de Sèrbia PSA · de Voivodina PSA · de Kosovo |